# Notoligotrichum tapes
Notoligotrichum tapes là một loài Rêu trong họ Polytrichaceae. Loài này được (Müll. Hal.) G.L. Sm. mô tả khoa học đầu tiên năm 1971.